# Mikoš Rnjaković
Mikos Rnjakovic, né le 20 avril 1964 à Požega, est un coureur cycliste yougoslave puis serbe à la suite de l'éclatement de la Yougoslavie.

## Palmarès sur route
- 1985
  - Classement général du Tour de Serbie
- 1990
  - Classement général du Tour de Serbie
  - 10e étape de la Settimana Ciclistica Lombarda
- 1991
  - Classement général du Tour de Serbie
- 1996
  - Classement général du Tour de Serbie
- 1997
  -  Champion de Yougoslavie du contre-la-montre
- 1999
  - Beograd-Cacak
  - Prologue du Tour du Danube
  -  Médaillé d'argent du contre-la-montre individuel aux Championnats des Balkans
  - 6e du Tour de Yougoslavie
- 2000
  - 3e étape du Tour de Yougoslavie
  - 1re étape secteur B du Tour de Bosnie
  - 2e du Tour d'Égypte
- 2001
  -  Champion de Yougoslavie du contre-la-montre
  -  Champion de Yougoslavie sur route
  - Classement général du Tour de Hongrie
  - 3e étape du Tour d'Égypte
- 2003
  -  Champion de Yougoslavie du contre-la-montre
- 2004
  -  Champion de Yougoslavie du contre-la-montre
  - 2e du championnat de Yougoslavie sur route
- 2005
  - 3e du championnat de Yougoslavie sur route

## Palmarès en cyclo-cross
- 2000-2001
  -  Champion de Yougoslavie de cyclo-cross
- 2001-2002
  -  Champion de Yougoslavie de cyclo-cross